# José Armet
José Armet Portanell (Barcelona, 1843-Barcelona, 1911) fue un pintor y litógrafo español.

## Biografía y obra
Inició su formación artística en la Escuela de Bellas Artes de Barcelona, contando entre sus maestros a Ramón Martí Alsina. Más adelante se trasladó a Roma para continuar sus estudios, en esta ciudad estuvo en contacto con Mariano Fortuny.
Participó en la Exposición Nacional de Bellas Artes (España) en 1864, obteniendo mención honorífica y en 1866 consiguiendo la tercera medalla. También concurrió a la Exposición Universal de París (1878) con un lienzo titulado Un paisaje de Cataluña.
Su obra está dedicada al paisaje, el retrato y la pintura de género. Puede contemplarse entre otros en el Museo del Prado de Madrid, el Museo de Badalona, el Museo del Ampurdán en Figueras, el VINSEUM de Villafranca del Panadés y la Biblioteca Museo Víctor Balaguer.